# Superammasso DXS1/DXS5
DXS1/DXS5 è un superammasso di galassie situato in direzione della costellazione del Dragone alla distanza di oltre 7,3 miliardi di anni luce dalla Terra ("light travel time") (distanza comovente: circa 10 miliardi di anni luce).
Identificato con i dati raccolti dal UK Infrared Deep Sky Survey (UKIDSS) Deep eXtragalactic Survey. Le indagini spettroscopiche effettuate con il Gemini/Gemini Multi-Object Spectrograph hanno evidenziato che il superammasso è formato da 5 ammassi di galassie, denominati rispettivamente DXS1, DXS2, DXS3, DXS4a e DXS4b, DXS5 che risultano tutti collocati in un ambito di redshift estremamente ravvicinato (z = 0,89 ± 0,01).
Le dimensioni sono stimate in 28 x 28 Megaparsec. La massa complessiva è > di 5 x 1014 M☉.
| Nome ammasso | R.A.          | Dec.         | Redshift (z) | Membri dell'ammasso |
| ------------ | ------------- | ------------ | ------------ | ------------------- |
| DXS1         | 16h 08m 27.0s | +54° 35′ 47″ | 0,88         | 5                   |
| DXS2         | 16h 08m 26.9s | +54° 45′ 12″ | 0,896        | 9                   |
| DXS3         | 16h 09m 05.7s | +54° 46′ 06″ | 0,897        | 17                  |
| DXS4a        | 16h 13m 01.7s | +54° 46′ 06″ | 0,88         | 5                   |
| DXS4b        | 16h 13m 01.7s | +54° 46′ 06″ | 1,0918       | 8                   |
| DXS5         | 16h 10m 43.6s | +55° 01′ 35″ | 0,892        | 12                  |